# 花環

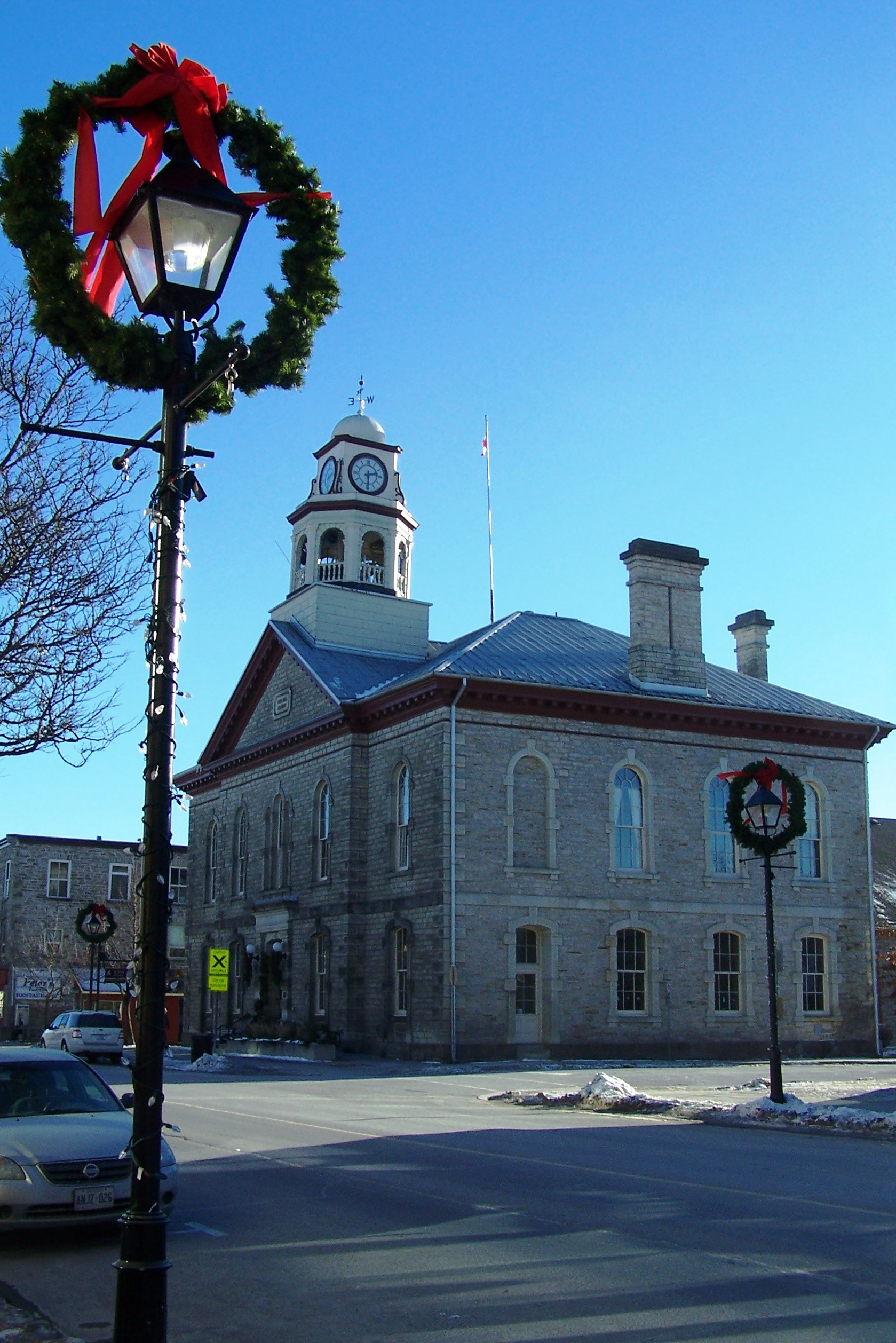
加拿大聖誕節，街燈上懸掛花環

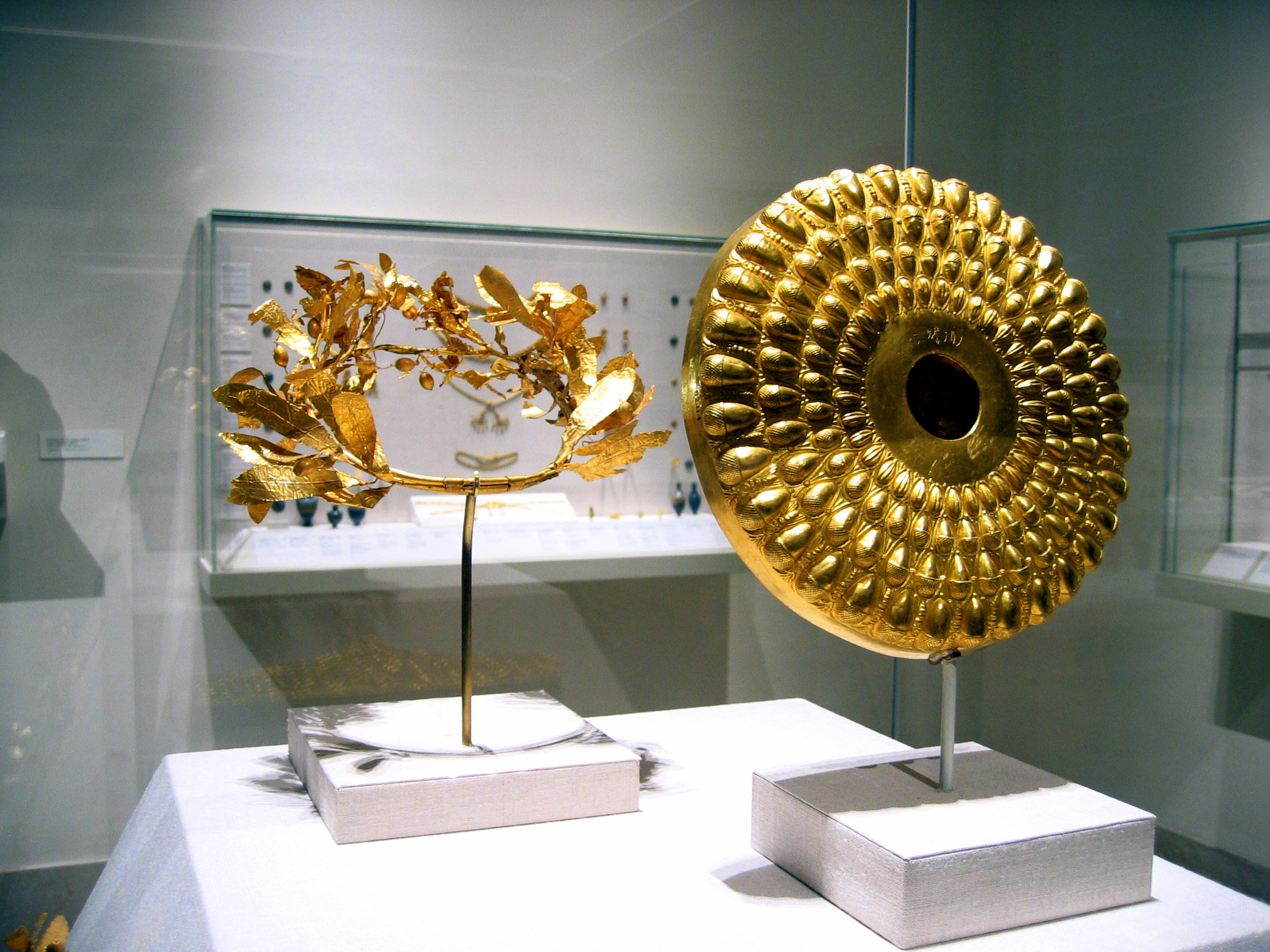
古希臘的金色花環

花環，又稱花圈，用花卉扎成圈狀、環狀。在不同時代、不同地域，兼具喜事、喪事之用。古希腊时代有花圈赠送给凱旋而归的将军的习俗。在英语国家，花环通常用作家居装饰品，最常见的是作为圣诞节的装饰品。現代中國大陸以「花圈」一詞專指喪事用的，以區別於「花環」。

## 敬献花环仪式
敬献花环是一种传统习俗，在此期间，葬礼花环被放置在坟墓或纪念碑前。它是作为对特定逝者（例如 无名战士墓）的尊重的正式仪式。正式仪式涉及国家元首等高级政要。敬献花环后，敬献花环的人后退几步向纪念碑鞠躬、敬礼。军队的敬献花环仪式期间会播放诸如“Last Post最後崗位”、“Taps”的挽歌。

## 易燃性、意外
節日期間，各國消防局常向民眾宣講花圈的易燃性，例如美國聖誕節。而1977年正月初一，中國新疆伊犁61團場禮堂火災，694人燒死（500餘人為學生），事緣小孩在正月初一放鞭炮點燃了禮堂堆積的悼念毛澤東的花圈。

## 圖集

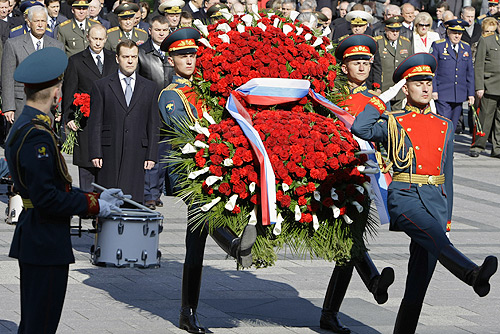
莫斯科无名烈士墓前的花圈，紀念二戰蘇聯（英语：Soviet Union in World War II）烈士
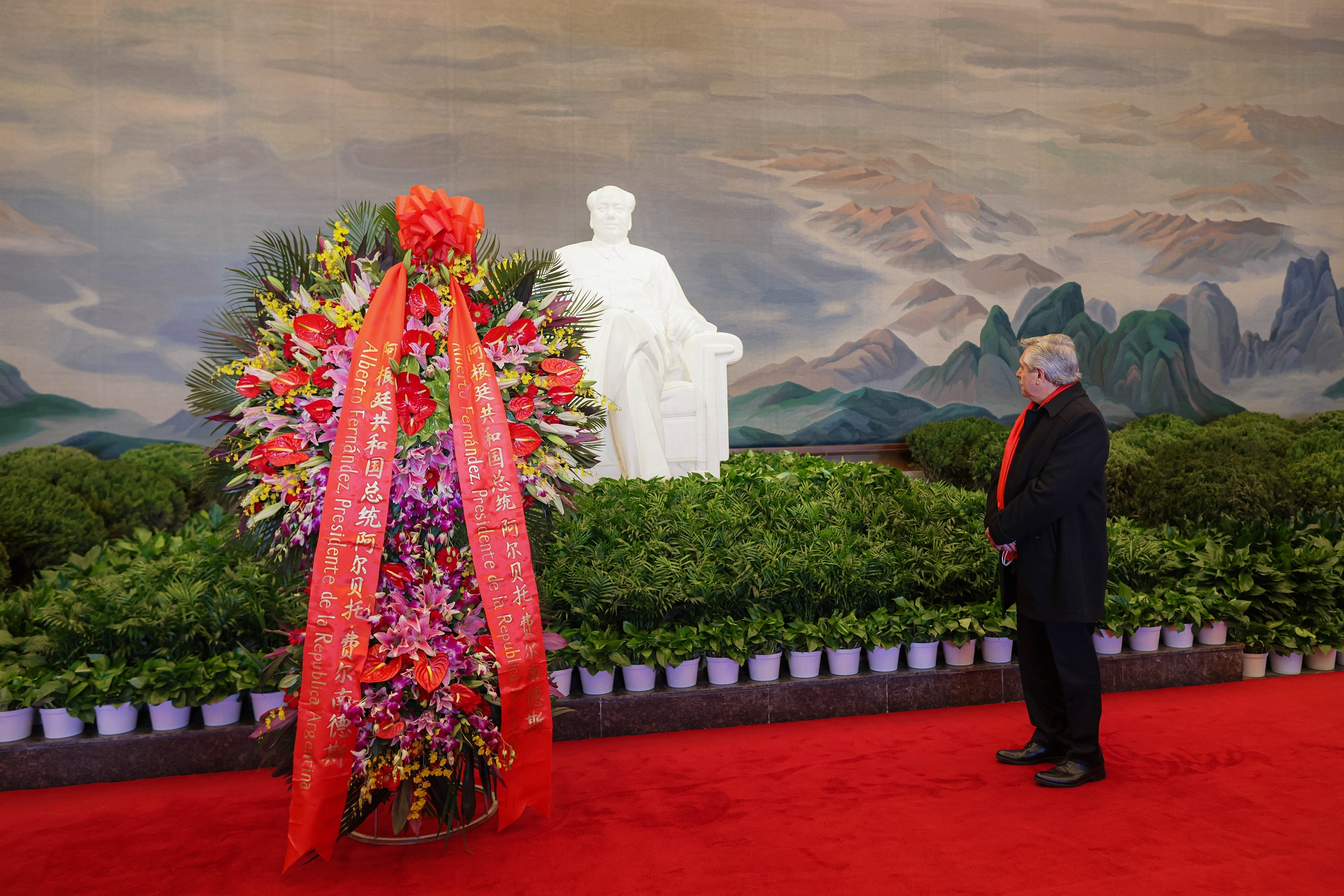
阿根廷總統訪問中國期間於毛主席紀念堂內向毛澤東雕像獻花
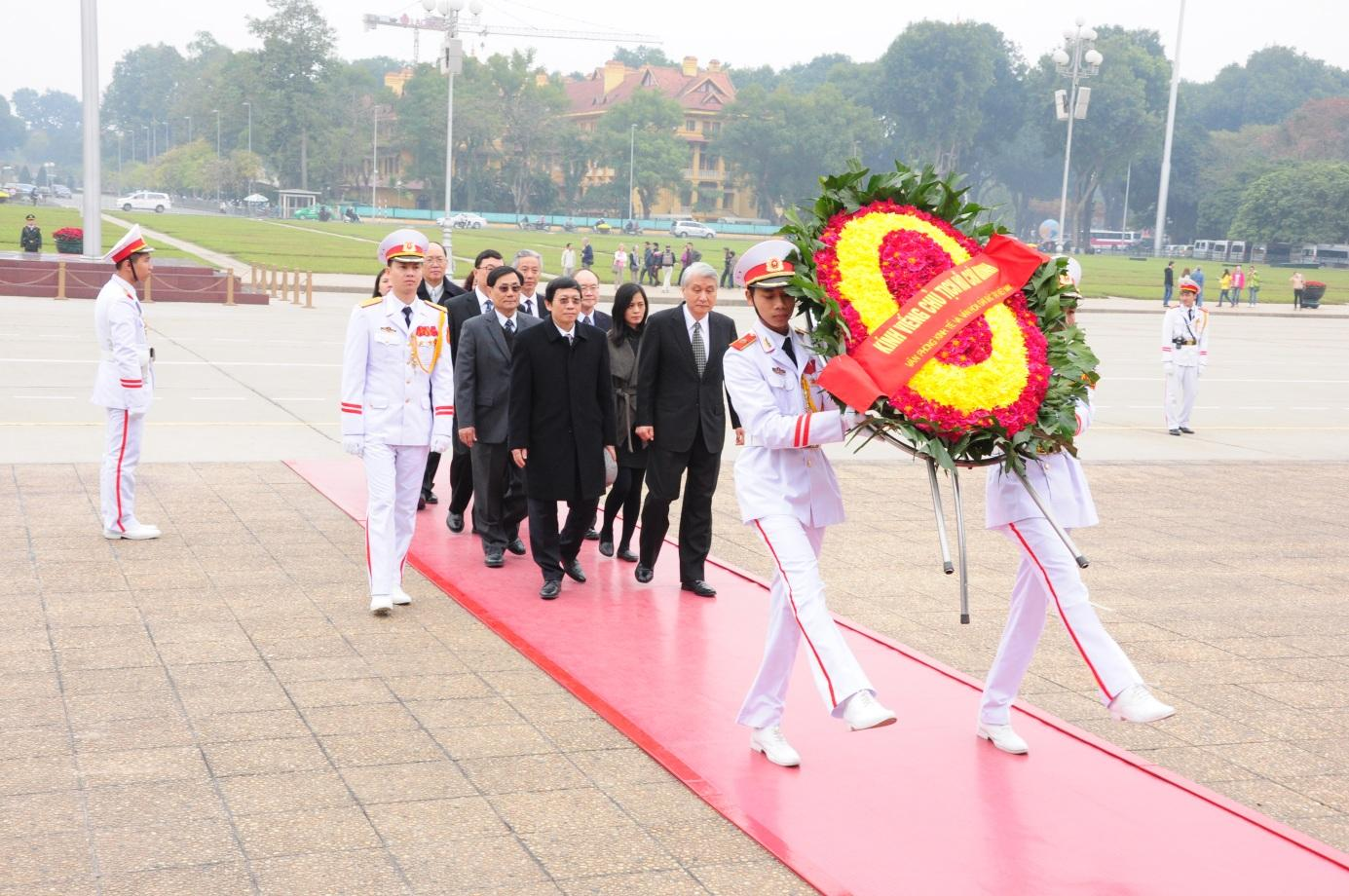
胡志明紀念堂前廣場的敬獻花圈儀式
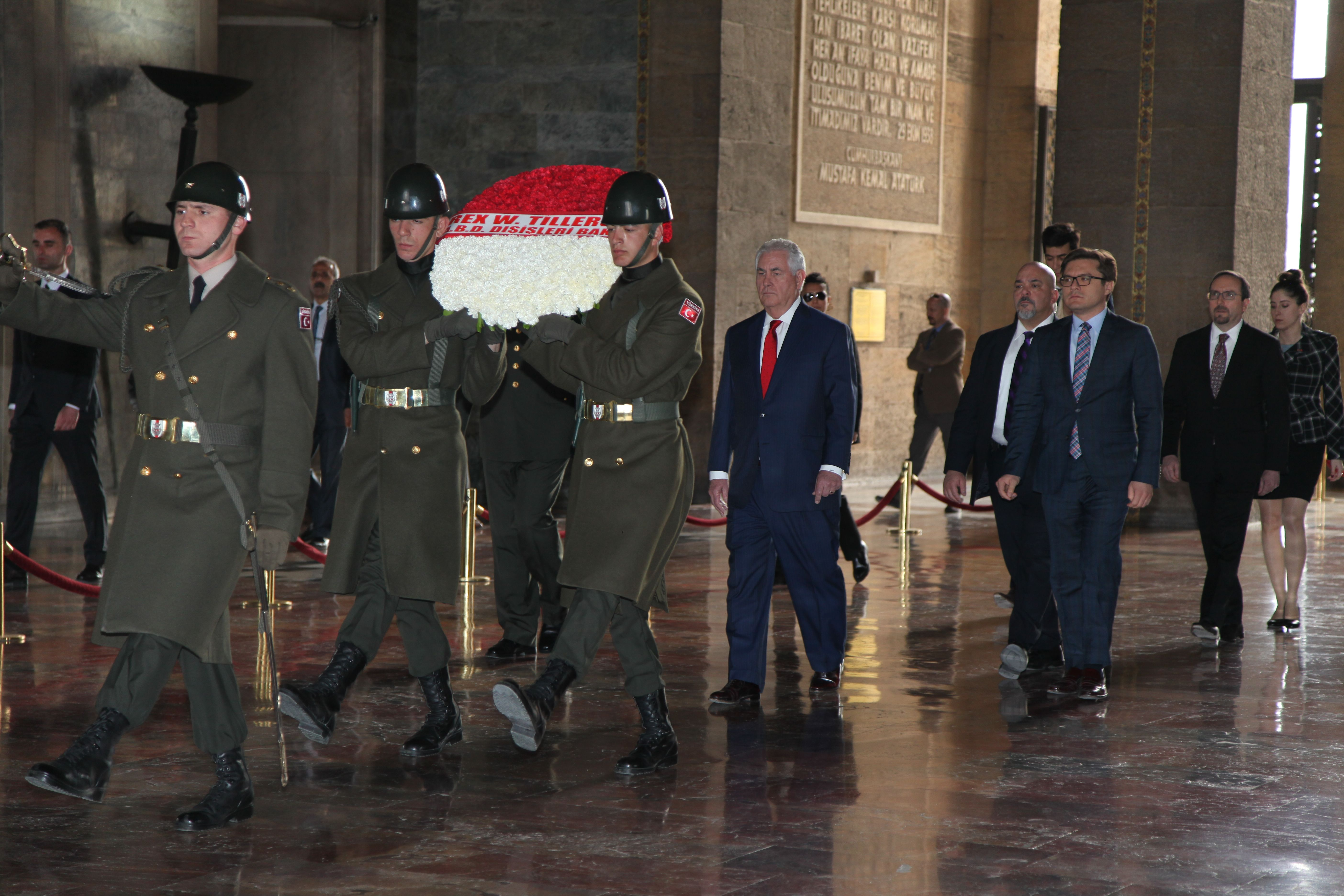
凱末爾陵的敬獻花圈儀式
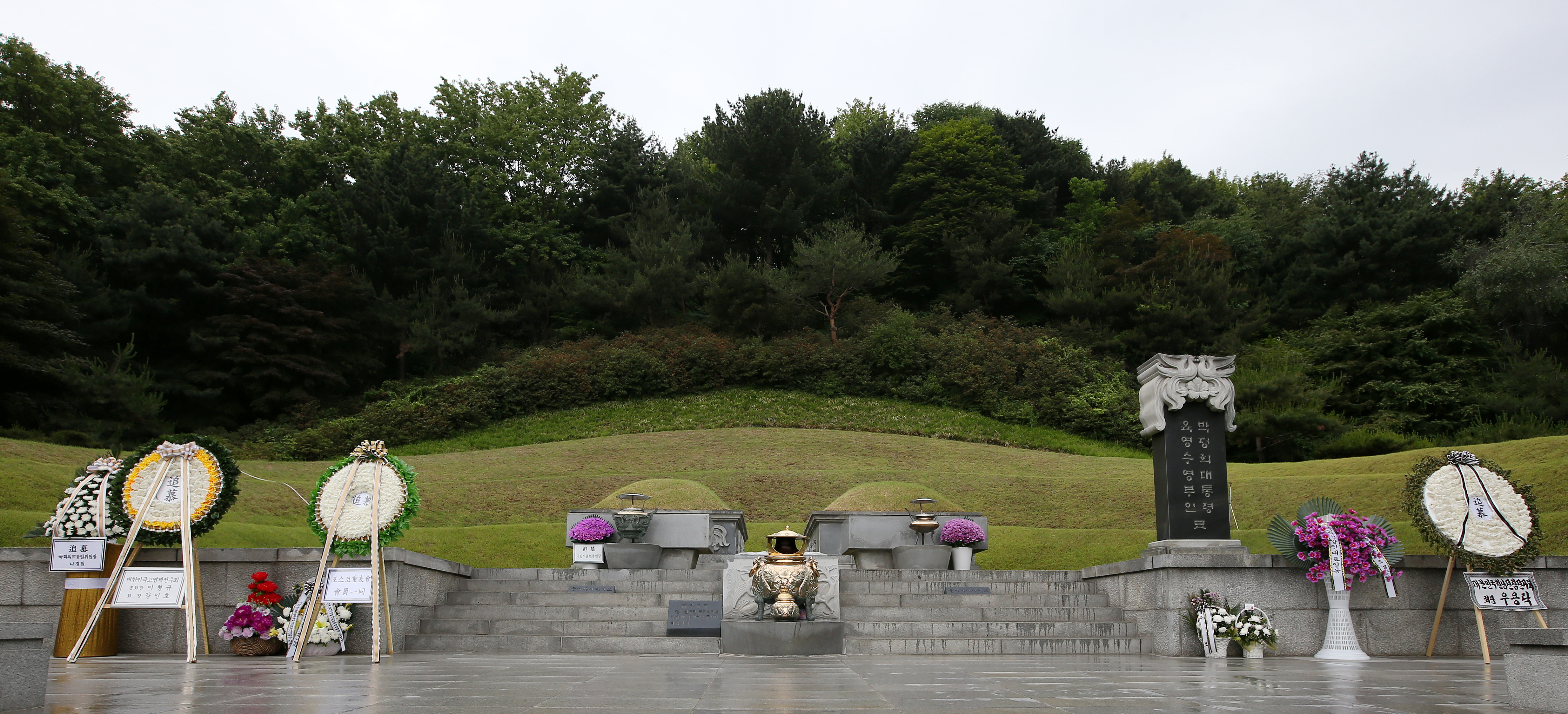
國立首爾顯忠院朴正熙墓前的花圈
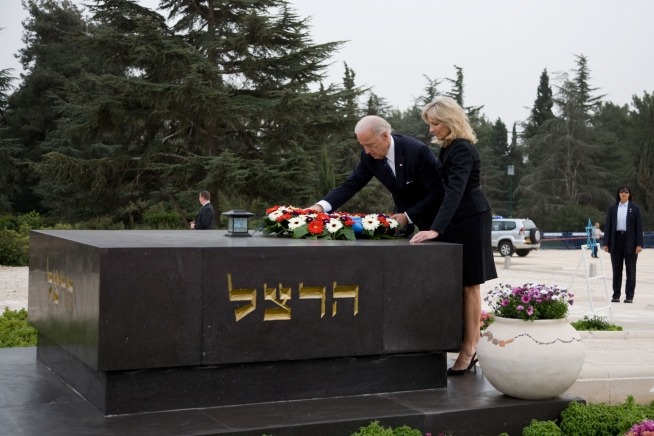
喬·拜登夫婦於赫茨爾山敬獻花圈
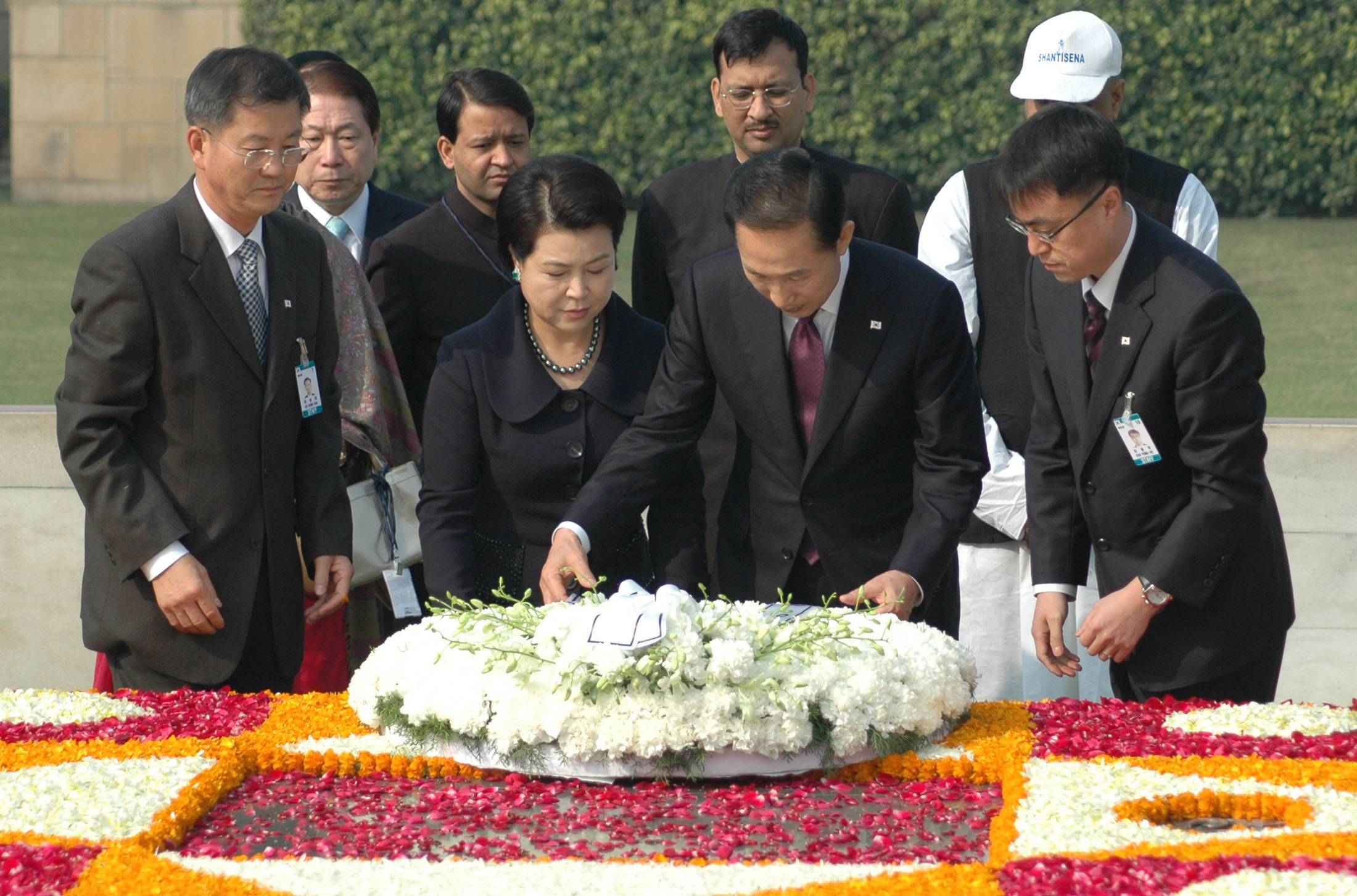
李明博出訪印度向甘地墓（英语：Raj Ghat and associated memorials）敬獻花圈
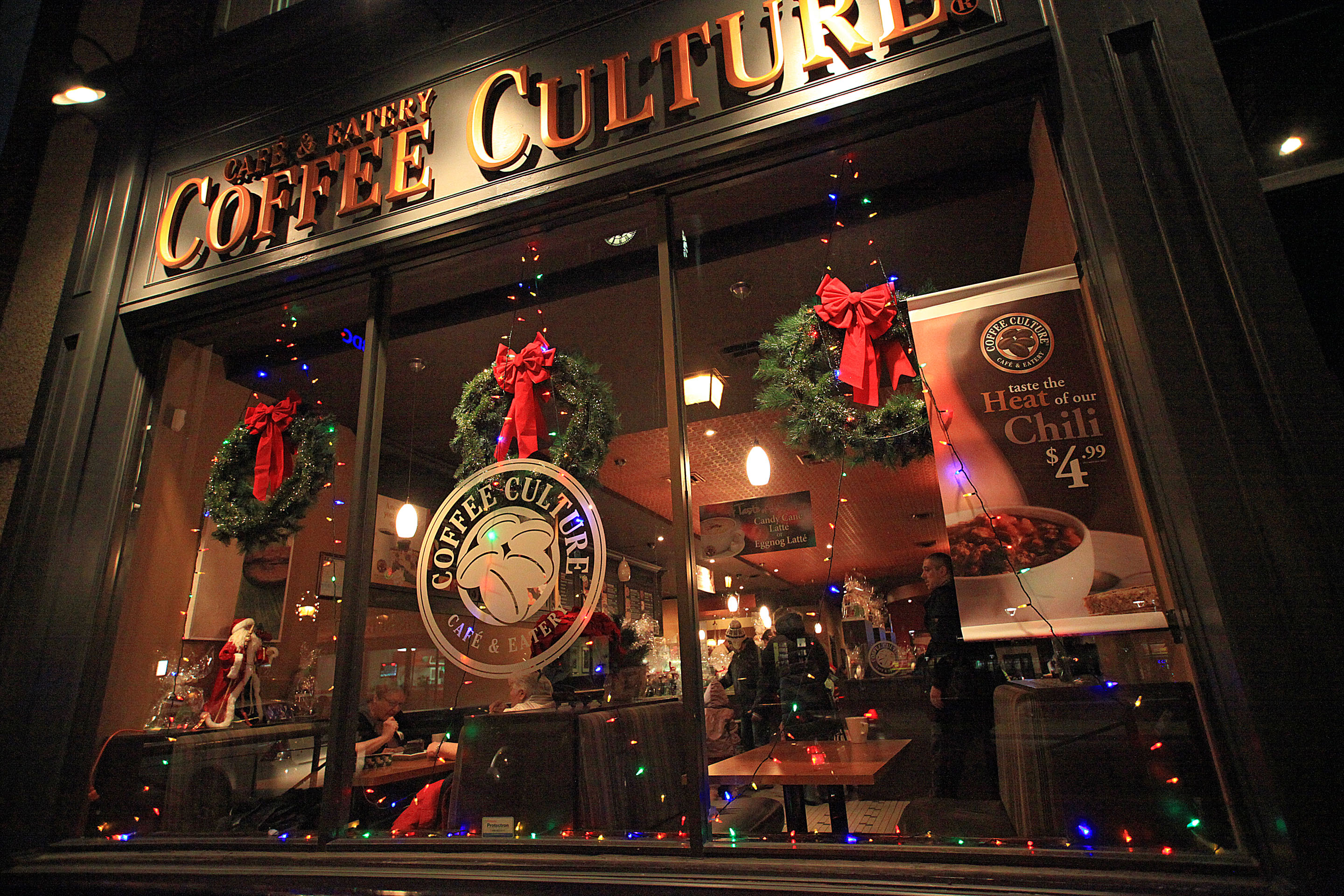
加拿大聖誕節，咖啡店玻璃懸掛花環
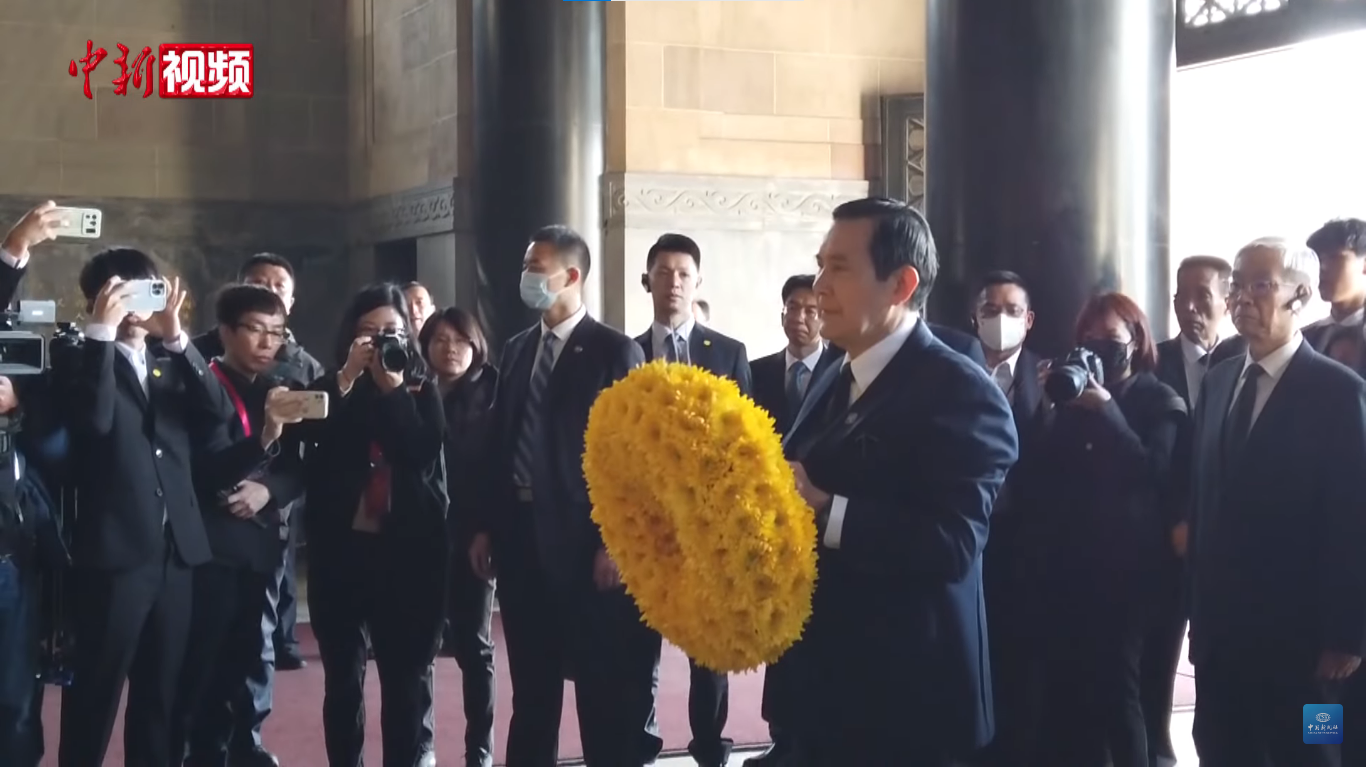
馬英九訪問中國時於中山陵向孫中山雕像獻花
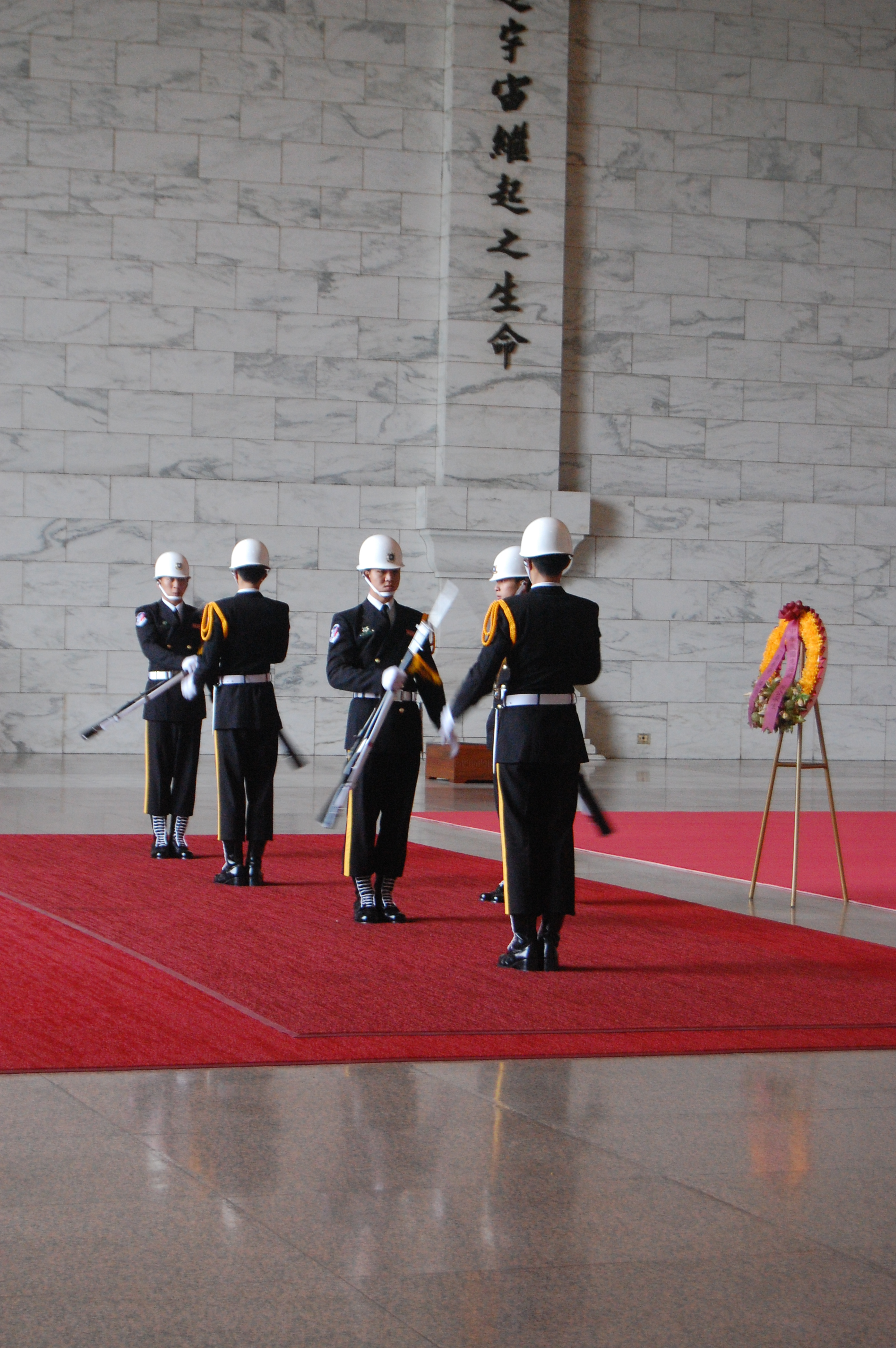
中正紀念堂，蔣中正雕像前的花圈
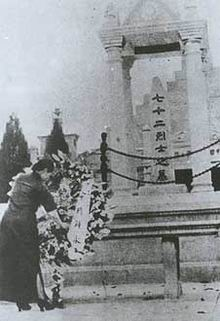
宋庆龄向黃花崗七十二烈士墓献花圈，1938年8月
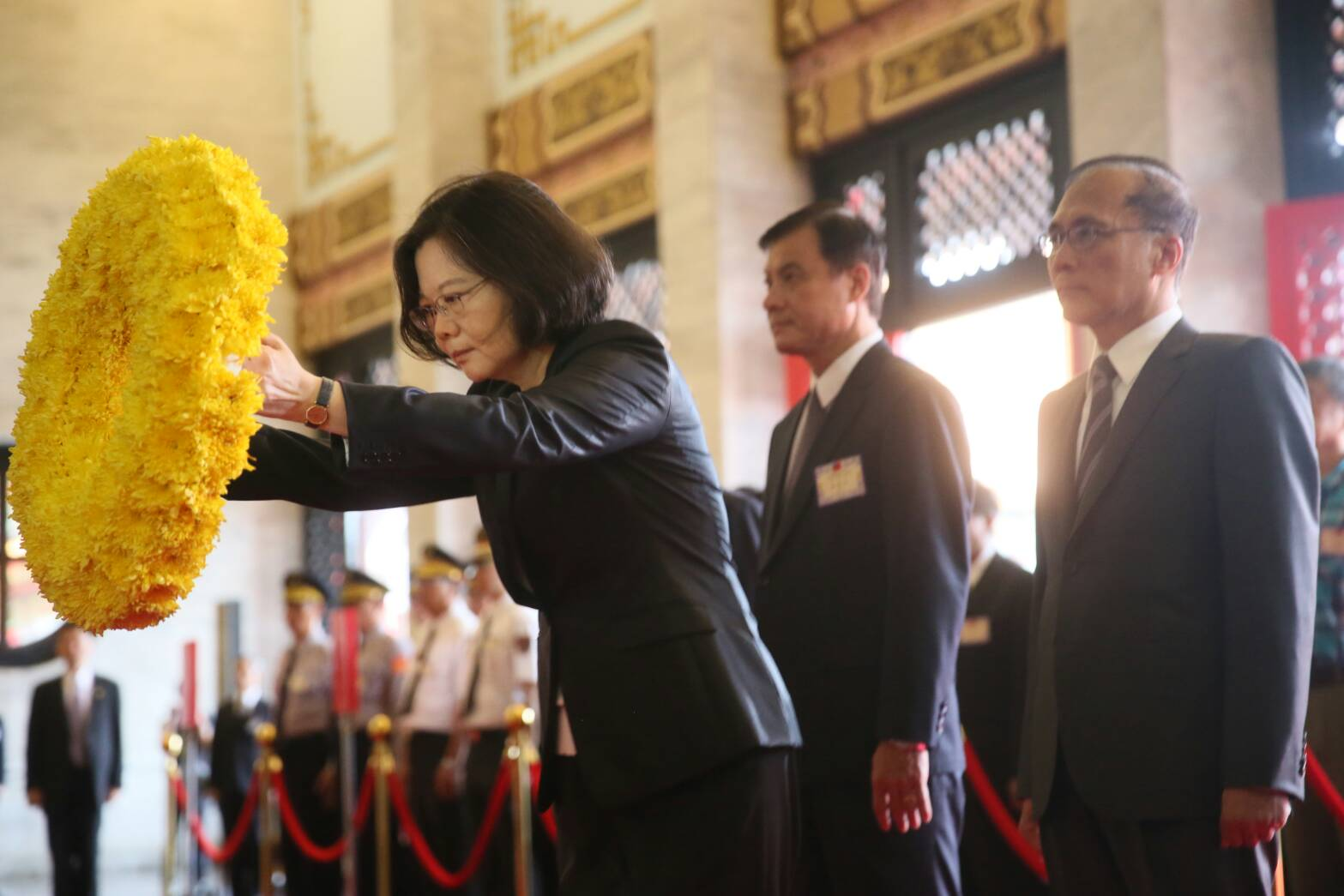
蔡英文向國民革命忠烈祠忠烈殉職人員靈位敬獻花圈
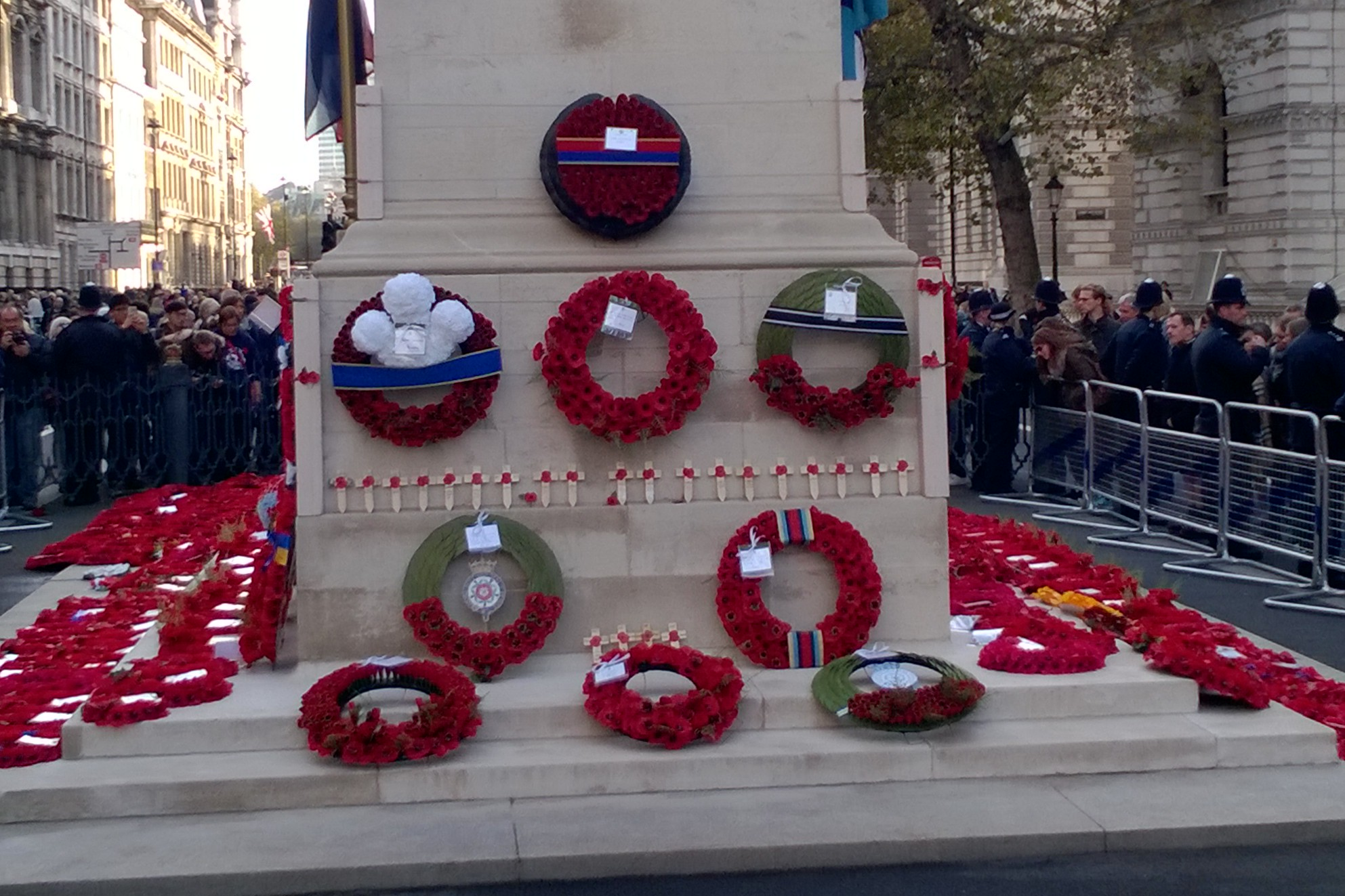
倫敦英國陣亡將士墓前的花圈
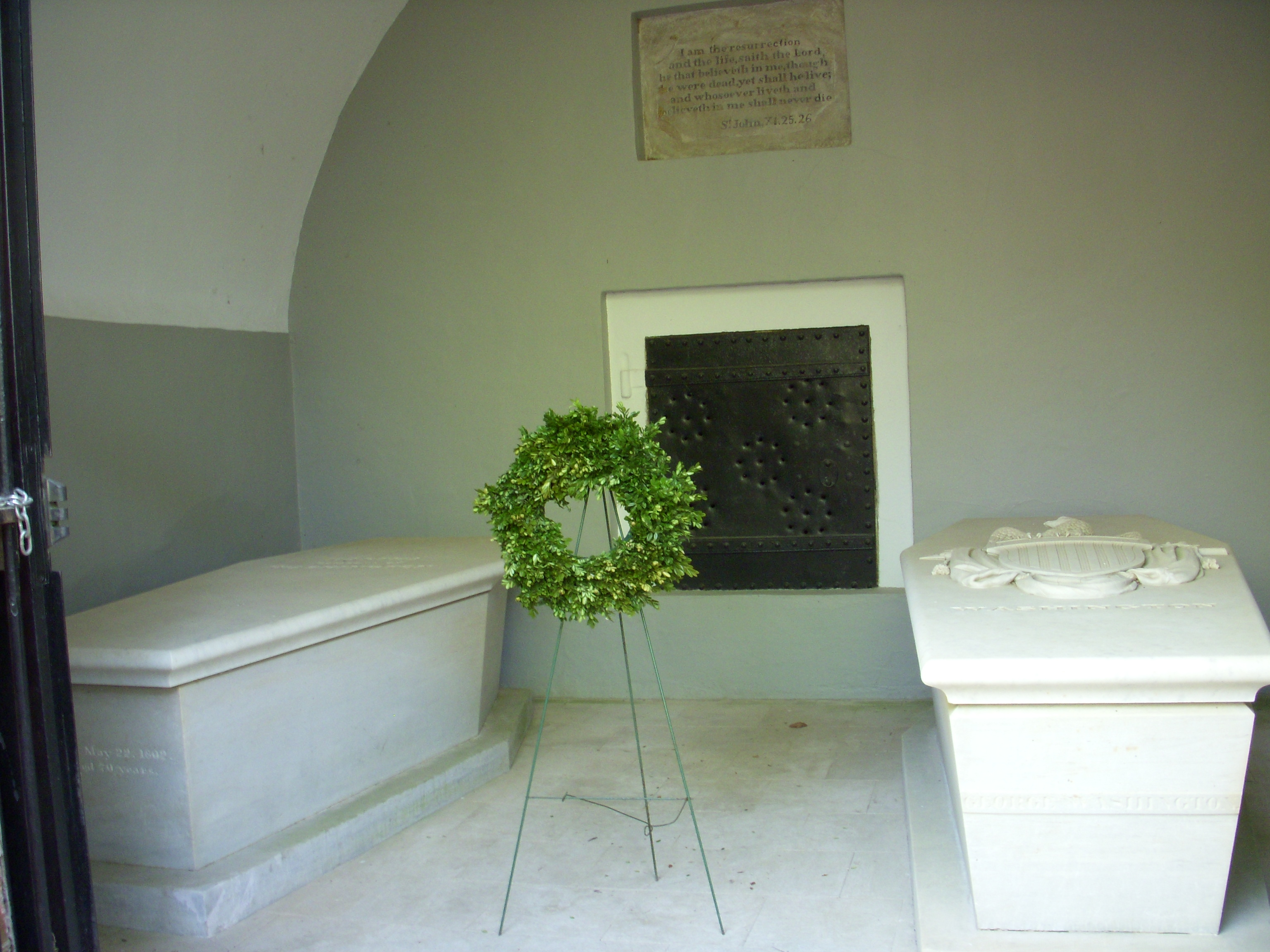
喬治·華盛頓墓前花圈
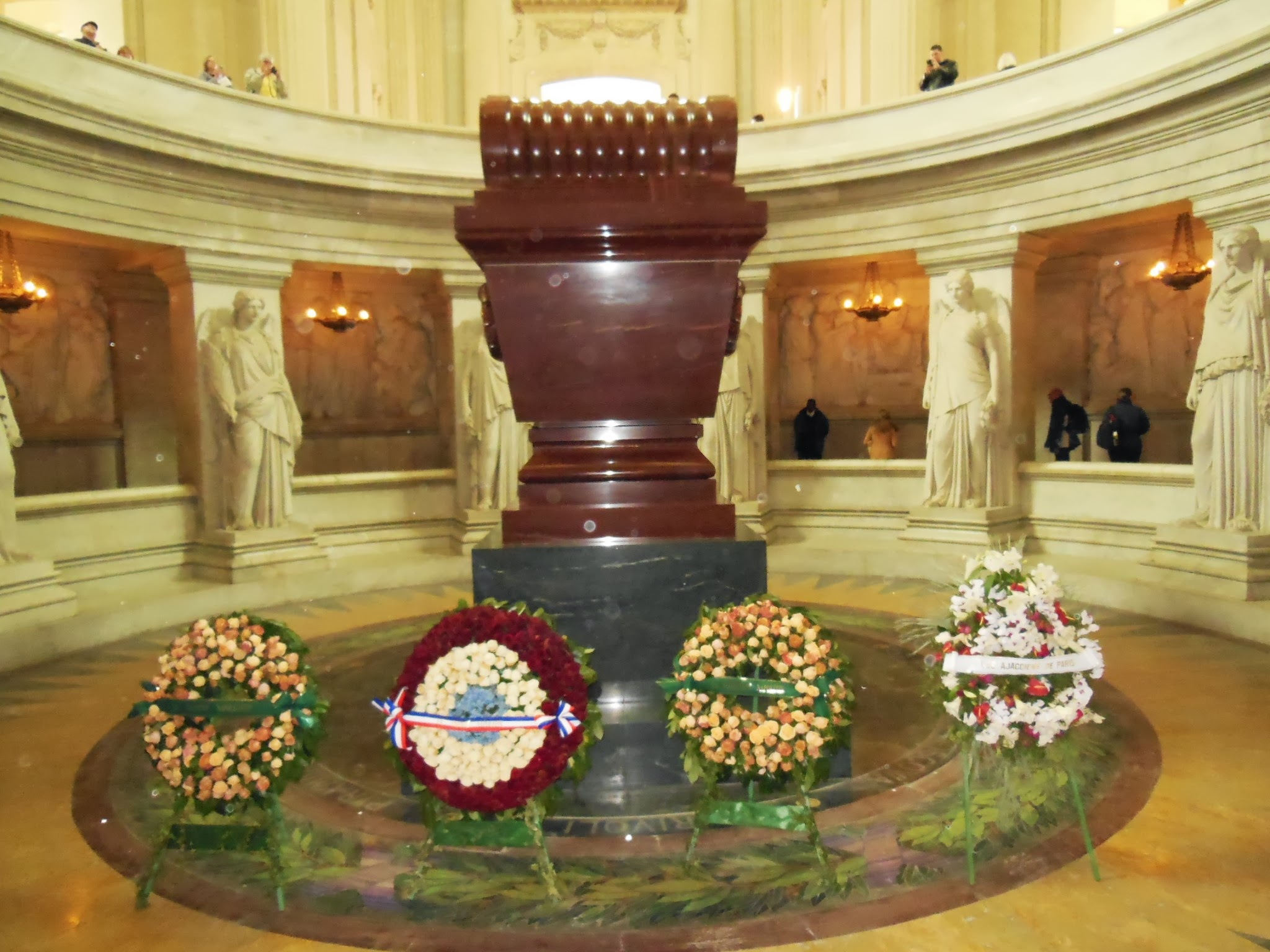
榮軍院內拿破仑一世陵墓花圈
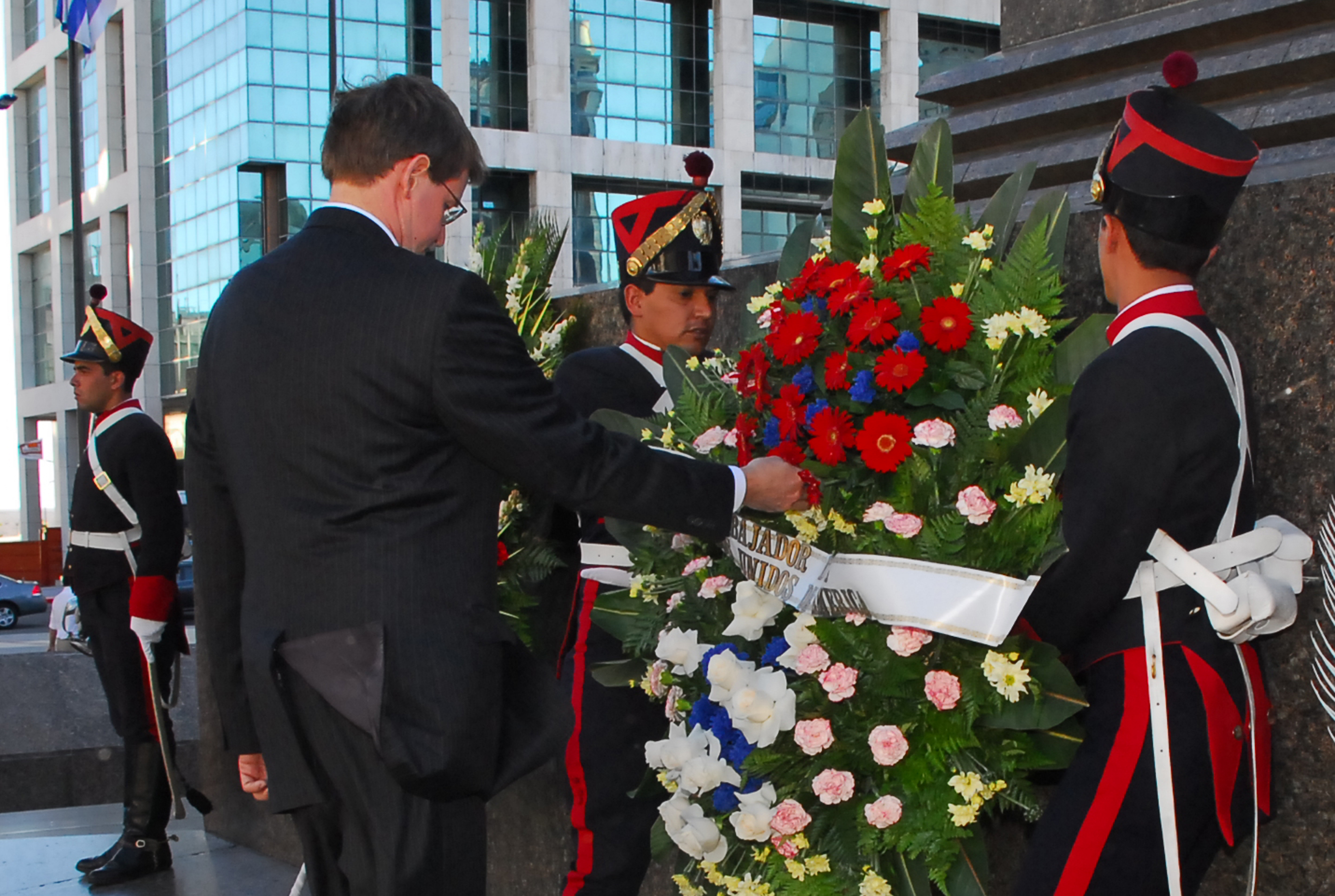
阿蒂加斯陵寢（西班牙语：Mausoleo de José Gervasio Artigas）前的敬獻花圈儀式
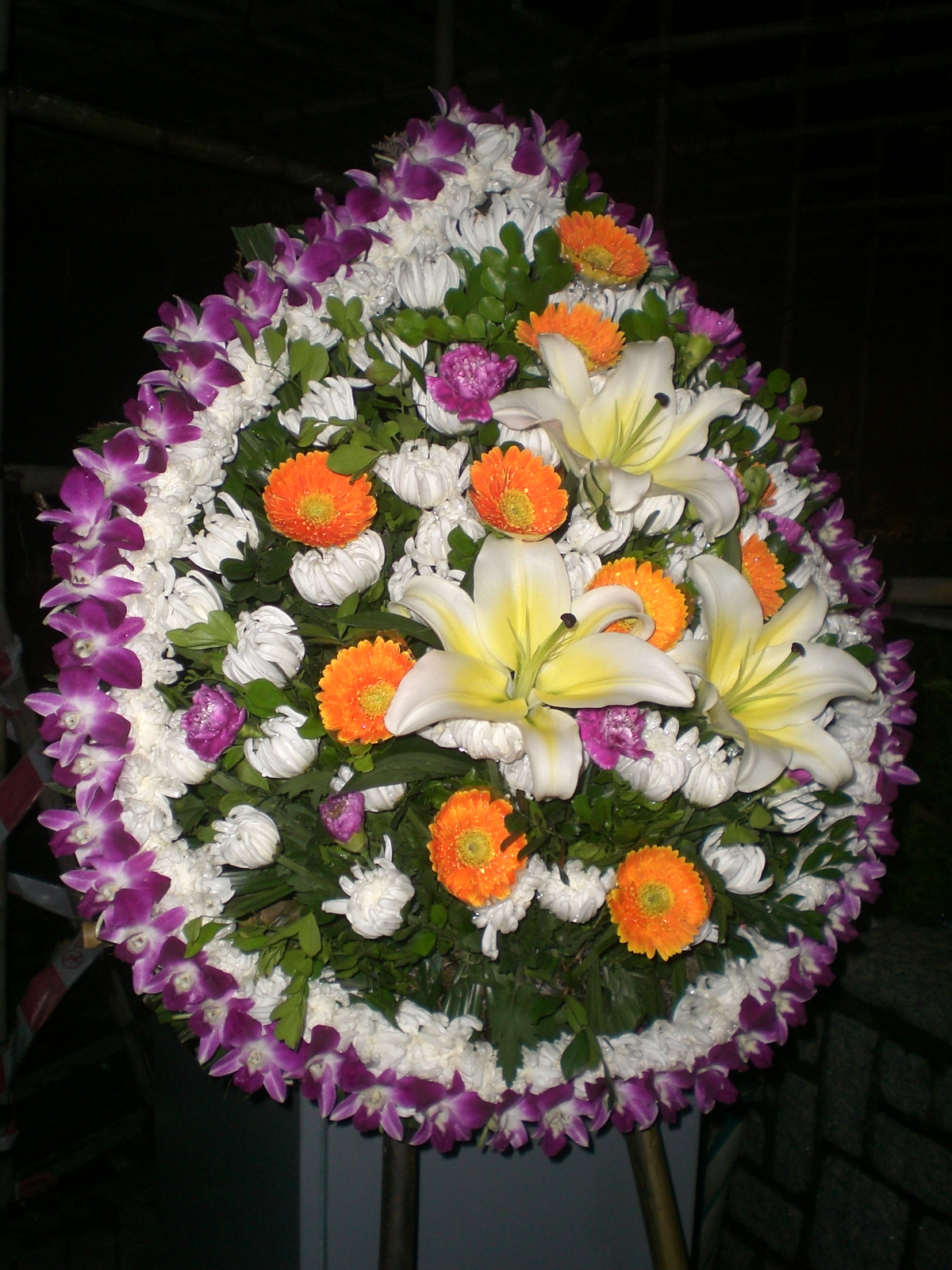
香港喪禮常用花圈
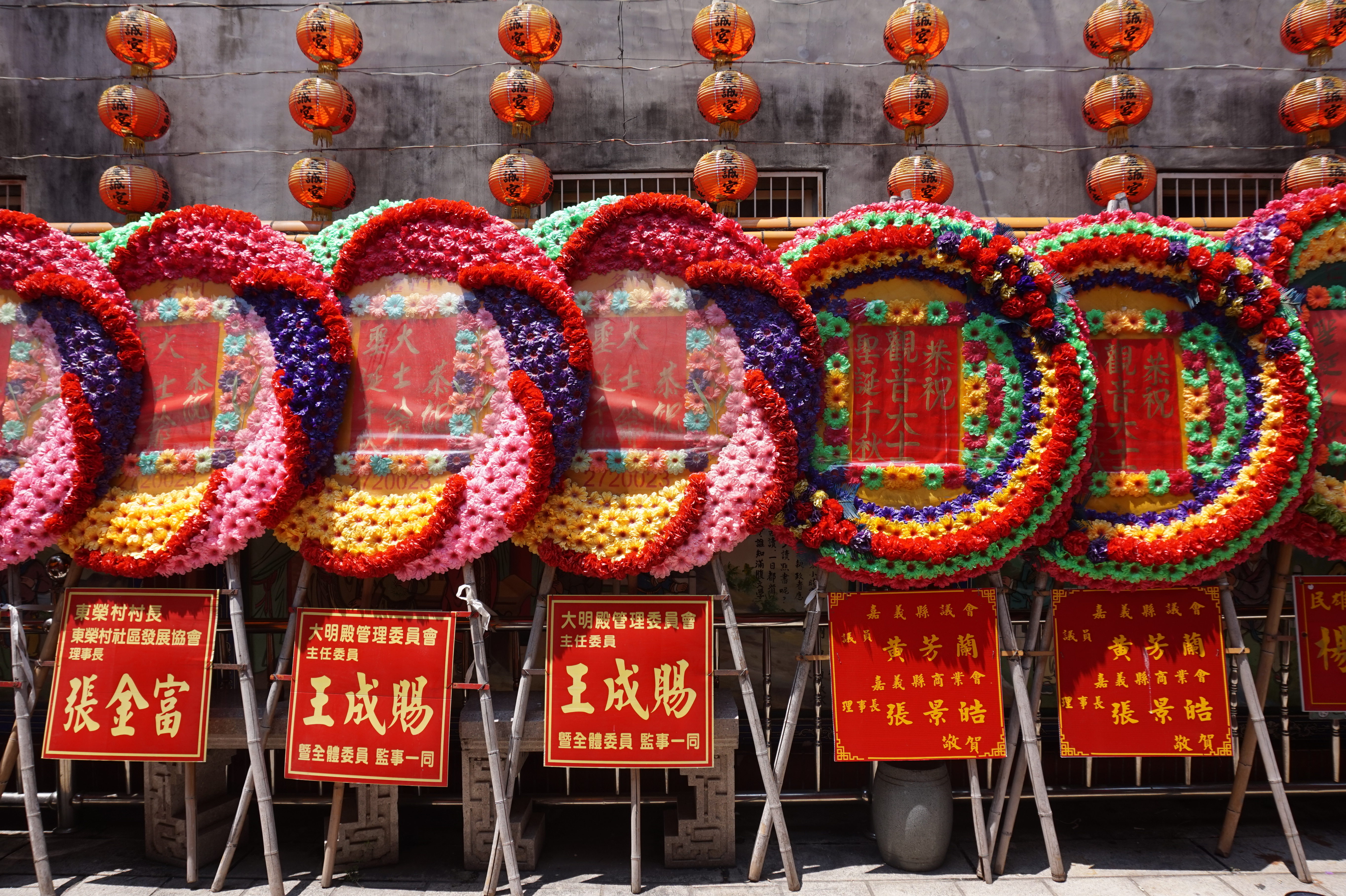
臺灣廟會祝賀花圈
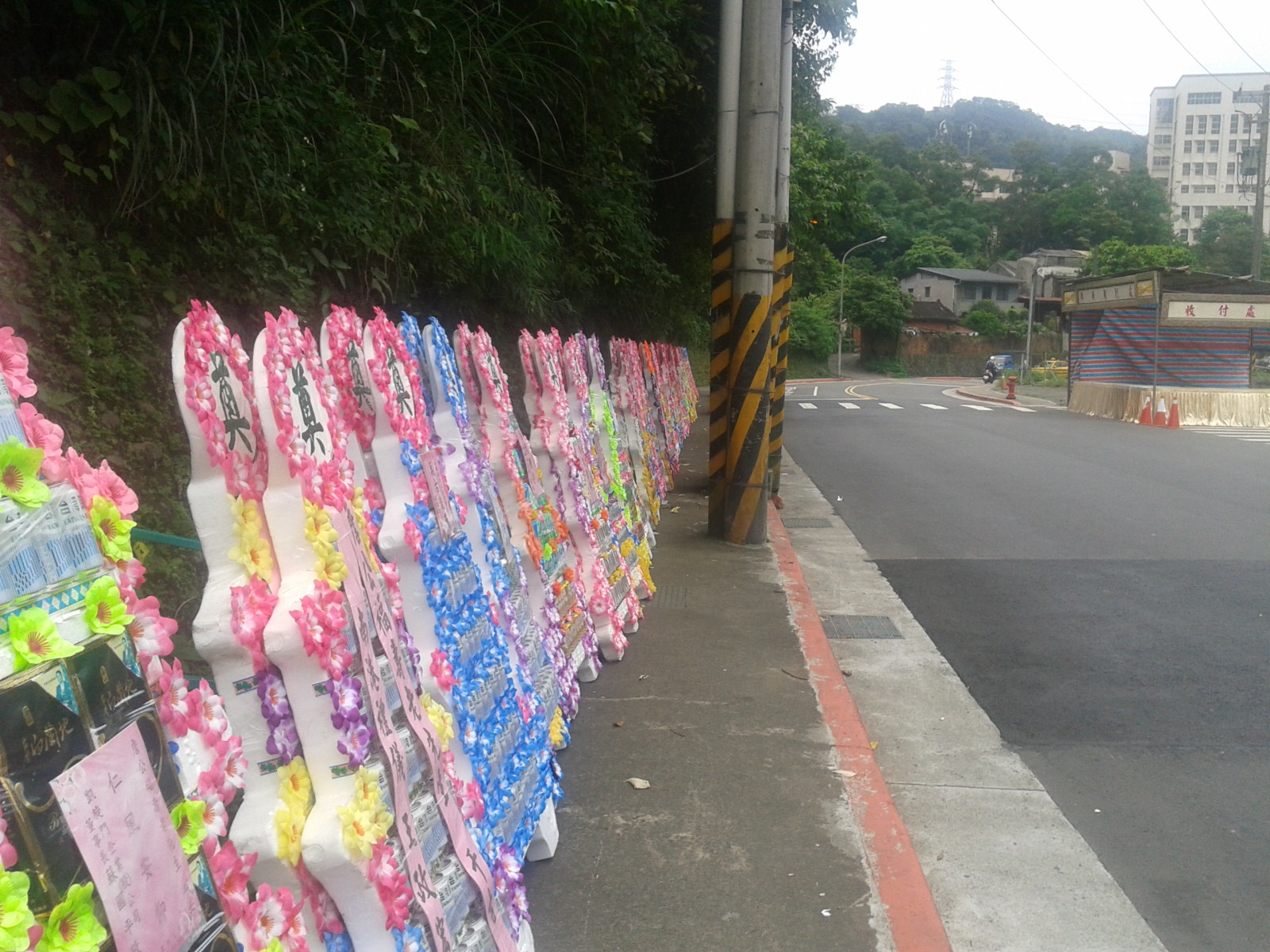
臺灣喪禮常用罐頭塔式花圈